# クリスタ・ニッケルス
クリスタ・ニッケルス（Christa Nickels, 1952年7月29日 - ）は、ドイツの元政治家（同盟90/緑の党)である。1998年から2001年まで第1次シュレーダー内閣の連邦保健省政務次官を、のちに連邦薬物・依存問題担当官を務めた。

## 来歴

### 初期の経歴
1971年にギムナジウムを卒業後、看護師としての職業教育を受け1974年に卒業。家庭での休養を経て、1977年から1983年まで内科系集中治療部に勤務、1992年から内科系集中治療専門看護師となる。

### 政治活動
1979年、ノルトライン＝ヴェストファーレン州緑の党の設立メンバーとなる。1986年にはハインリヒ・ベル財団（緑の党の政治財団）の設立にも貢献。党とカトリック教会との関係改善にも尽力した。

### 議員として
ドイツ連邦議会議員を5期（1983年-1985年、1987年-1990年、1994年-2005年）務めた。1994年から1998年までは請願委員会委員長を、2001年3月からは人権・人道援助委員会委員長を務めた。

### 映画出演
ドキュメンタリー映画『フェモクラシ― 不屈の女たち』（ドイツにおける劇場公開は2021年）でインタビューに応える主要な登場人物の一人。
日本では、2023年4月20日と23日に東京ユーロライブで上映された。20日の上映会ではクリスタ・ニッケルス本人が登壇し、Q＆Aセッションに応じた。

## 表彰
薬物問題における改革の成果と人権問題への取り組みが評価され、2008年5月28日、ドイツ連邦共和国功労勲章を受章した。